# Adria Petty
Adria Petty (28 de noviembre de 1974) es una cineasta y directora de fotografía estadounidense, más reconocida por labor como directora de videoclips de algunos trabajos de Beyonce y Regina Spektor. Trabajó también con artistas como Coldplay, Rihanna y la celebridad Paris Hilton. Es hija del músico Tom Petty.

## Carrera
Vivió su infancia en el pueblo de Encino. Durante sus años en la escuela estuvo dedicada a la música, tomando clases de canto y lecciones de piano. A pesar de que su padre, Tom Petty, grabó varios videoclips durante su carrera musical, Adria no tomó contacto con las artes audiovisuales sino hasta iniciar sus estudios en Manhattan, en la Escuela de Bellas Artes y la Escuela de Cine.

«Estoy bastante comprometida a convertirme en una cineasta porque incorpora todo lo que amo: la música, dirección artística, guion, ya sabes − todo»
Adria Petty

Durante 2010 trabajó junto a su padre y su banda Tom Petty and the Heartbreakers en la creación de dos videos musicales para promocionar el álbum de estudio Mojo. Primero grabó el video promocional del primer sencillo del disco «I Should Have Known It». En diciembre presentó «Don't pull me over»; la grabación se realizó en el propio estudio de Adria en Venice, California y con ella colaboró el artista visual Patrick Roberts, quien diseñó las composiciones y armó los collages.
Al año siguiente trabajó nuevamente con Beyoncé en la creación de «
Countdown» —tercer sencillo de su álbum 4—, video que la cantante codirigió. La grabación comenzó a inicios de agosto de 2011. Un adelanto de treinta segundos se mostró el 3 de octubre en el sitio web MTV.com y la obra completa vio la luz el 8 de ese mes en el sitio web oficial de la cantante y en el de MTV.
En 2012 colaboró nuevamente con Regina Spektor en el video musical de su sencillo de ese año «All the Rowboats». Esto le valió a Petty una nominación en la categoría Dirección de arte en la 28.ª edición los premios MTV Video Music Awards.

## Obra
Para la realización de a obra, Petty aseguró que el primer paso es entablar un diálogo con el artista, y crear una obra visual que «complemente» a la música sin quitarle protagonismo. Petty manifestó en una entrevista su relación con la cantante Regina Spektor con la cual trabajó en múltiples ocasiones: «ayudó a modelar quién soy como artista».

### Videografía
| Año  | Obra                 | Artista                         | Notas                                                                               |
| ---- | -------------------- | ------------------------------- | ----------------------------------------------------------------------------------- |
| 2006 | «Us»                 | Regina Spektor                  |                                                                                     |
| 2009 | «Laughing With»      | Regina Spektor                  | [ 7 ]                                                                               |
| 2010 | Live in London       | Regina Spektor                  | Dirección y edición del DVD de este álbum en vivo.                                  |
| 2010 | «Don't Pull Me Over» | Tom Petty and the Heartbreakers | [ 2 ]                                                                               |
| 2010 | «Closer»             | Corinne Bailey Rae              | [ 8 ]                                                                               |
| 2010 | «Magic»              | Only Son                        | [ 9 ]                                                                               |
| 2011 | «Countdown»          | Beyonce                         | Codirigido con Beyonce.                                                             |
| 2012 | «All the Rowboats»   | Regina Spektor                  | Nominado en los MTV Video Music Awards 2012 en la categoría Mejor dirección de arte |
| 2012 | «Princess of China»  | Coldplay con Rihanna            | Nominado en los MTV Video Music Awards 2012 en la categoría Mejor dirección         |

### Filmografía
| Año  | Obra                       | Notas                                          |
| ---- | -------------------------- | ---------------------------------------------- |
| 2008 | Paris, Not France          | Documental biográfico sobre Paris Hilton       |
| 2008 | The Auteur                 | Mencionada en Agradecimientos especiales       |
| 2001 | The Greatest Show on Earth | Corto, acreditada como directora de fotografía |